# 巴伐利亞國立管弦樂團

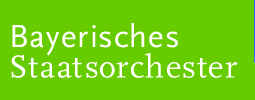
樂團標誌

巴伐利亞國立管弦樂團（德語：Bayerische Staatsorchester）是一家位於德國巴伐利亞州慕尼黑的管弦樂團，駐在地為慕尼黑國家劇院。

## 沿革
巴伐利亞國立管弦樂團的歷史可溯至1523年，當時的指揮為路德维希·森佛，專於當代（文藝復興時期）宗教音樂作品。1811年起，固定舉辦「學術音樂會」（德語：Akademiekonzerte）之演出迄今。大約在1563年之後，樂團達到歐洲著名的程度，作曲家奥兰多·德·拉絮斯亦是在此時期加入。
1653年，首次於慕尼黑演出歌劇。1762年起，成為巴伐利亞的宮廷專屬樂團（德語：Hoforchester）。1778年，曼海姆的卡爾·特奧多爾成為巴伐利亞選帝侯，他將自己的據點轉移至慕尼黑，隨之而來的還有著名的「曼海姆管弦樂團」的卅三名樂手，他們為樂團注入了一劑強心針。
1781年，在莫扎特的指揮下，首演了歌劇《依多美尼歐》。19世紀六〇年代，持續履行其宮廷樂團的職責，在汉斯·冯·彪罗的指導之下，完成了瓦格納《纽伦堡的名歌手》、《特里斯坦与伊索尔德》、《萊茵的黃金》以及《女武神》等作品的世界首演。20世紀初，隨著十一月革命的結束，樂團再次易名。
今日，巴伐利亞國立管弦樂團屬於巴伐利亞國立歌劇院所有，常態的表演場所位於慕尼黑國家劇院，屬於慕尼黑的7家職業樂團之一。

### 歷任指揮
巴伐利亞國立管弦樂團的首席指揮亦稱音樂總監（德語：Generalmusikdirektor，簡記為GMD），自1836年起的歷任者有：
| 任別 | 姓名                  | 起任   | 離任   | 備註 |
| ---- | --------------------- | ------ | ------ | ---- |
| 1    | Franz Lachner         | 1836年 | 1867年 |      |
| 2    | 汉斯·冯·彪罗          | 1867年 | 1869年 |      |
| 3    | Franz Wüllner         | 1870年 | 1877年 |      |
| 4    | 赫爾曼·列維           | 1872年 | 1896年 |      |
| 5    | 理查德·施特劳斯       | 1894年 | 1896年 |      |
| 6    | Hermann Zumpe         | 1901年 | 1903年 |      |
| 7    | Felix Mottl           | 1904年 | 1911年 |      |
| 8    | 布鲁诺·瓦尔特         | 1913年 | 1922年 |      |
| 9    | 汉斯·克纳佩茨布施     | 1922年 | 1935年 |      |
| 10   | 克萊門斯·克勞斯       | 1937年 | 1944年 |      |
| 11   | 克纳佩茨布施          | 1945年 | 1945年 | 再任 |
| 12   | 乔治·索尔蒂           | 1946年 | 1952年 |      |
| 13   | 鲁道夫·肯普           | 1952年 | 1954年 |      |
| 14   | 弗里乔伊·费伦茨       | 1956年 | 1958年 |      |
| 15   | 約瑟夫·凱爾伯特       | 1959年 | 1968年 |      |
| 16   | 沃尔夫冈·萨瓦利希     | 1971年 | 1992年 |      |
| —    | Peter Schneider       | 1992年 | 1998年 | 代理 |
| 17   | 祖宾·梅塔             | 1998年 | 2006年 |      |
| 18   | 长野健                | 2006年 | 2013年 |      |
| 19   | 基里爾·佩特連科       | 2013年 | 2020年 |      |
| 20   | 弗拉基米尔·尤洛夫斯基 | 2021年 | —      | 現任 |

在歷任總監之外，卡洛斯·克莱伯與樂團亦有長期且良好的合作關係（1968–1997年間），即使他從未正式任職於此。

## 外部連結
- Bayerisches Staatsorchester official website （英文）
- Bayerisches Staatsorchester history （德文）
- Bayerisches Staatsorchester （页面存档备份，存于） at the Bach Cantatas Website.
- 巴伐利亞國立管弦樂團的Discogs页面（英文）